# 若狭たかはまエルどらんど
若狭たかはまエルどらんど（わかさたかはまエルどらんど）は、福井県大飯郡高浜町青戸にあるサイエンスパーク。

## 概要
- 関西電力のPR館で地球科学をテーマにしている。体験型展示手法を多く取り入れている。

## 展示内容
| コーナー名               | 概要                                                                                           | 料金                     |
| ------------------------ | ---------------------------------------------------------------------------------------------- | ------------------------ |
| トロピカルワンダー       | 熱帯雨林気候を体験できる温室。                                                                 | 有料                     |
| サイエンスワンダー       | 電気、光、音、風、位置などを直接体験できる。                                                   | 無料                     |
| ワンダーツアー           | 本格的なシミュレーターライド。可動式の座席に座り、スクリーンに映る映像、音響、振動を体験する。 | 有料                     |
| 青の里ギャラリー         | 人間国宝の作成した陶磁器、漆器が展示されている。                                               | 無料                     |
| ポップアップスクエア     | ジャングルの様子を描いた飛び出す絵本のコーナー、休憩スペースになっている。                     | 無料                     |
| 若狭スクエア             | 若狭地方の自然、歴史、文化、伝統を展示                                                         | 無料                     |
| カフェテリア             | テラスからは青葉山（若狭富士）が一望できる。                                                   | 食事処                   |
| シーサイドウォーク       | 青戸の入り江と大島半島が一望できる。                                                           | 無料                     |
| イベント広場             |                                                                                                | 無料                     |
| ガーデン                 | 季節ごとに花壇に花を展示                                                                       | 無料                     |
| アトムプラザ             | 高浜発電所など原子力発電に関した展示                                                           | 無料                     |
| ネイチャーディスカバリー | トロピカルムードの漂う土産物コーナー                                                           | オリジナル商品などを販売 |

## アクセス
- 舞鶴若狭自動車道舞鶴東ICより自動車で約15分
- JR小浜線若狭和田駅から徒歩約8分。